# Vak upp, bed Gud om kraft och mod
Vak upp, bed Gud om kraft och mod är en psalm med text skriven av Johan Olof Wallin.

## Publicerad i
- 1819 års psalmbok som nr 291 under rubriken "Kristligt sinne och förhållande - I allmänhet: Förhållandet till oss själva och nästan: Måttlighet och nykterhet".[1]